# Antonio Puchades
Antonio Puchades (Sueca, 1925. június 4. – Sueca, 2013. május 24.) válogatott spanyol labdarúgó, fedezet.

## Pályafutása

### Klubcsapatban
Szülővárosában az SD Sueca csapatában kezdte a labdarúgást. 1945-ben szerződött a Valencia CF együtteséhez, ahol 12 idényen át játszott a spanyol élvonalban. Az 1946–47-es idényben négy bajnoki mérkőzésen szerepelt az együttesben és ezzel tagja lett a bajnokcsapatnak. Három-három bajnoki ezüst- és bronzérmet nyert a következő idényekben a klubbal. Kétszer volt tagja spanyol kupa-győztes csapatnak. 1958-ban 33 évesen vonult vissza és ezt követően minden kapcsolata megszakadt a labdarúgással.

### A válogatottban
1949 és 1954 között 23 alkalommal szerepelt a spanyol válogatottban. Tagja volt 1950-es brazíliai világbajnokságon 4. helyen végzett csapatnak.

## Sikerei, díjai
Spanyolország
- Világbajnokság
  - 4. helyezett: 1950, Brazília

 Valencia CF
- Spanyol bajnokság
  - bajnok: 1946–47
  - 2.: 1947–48, 1948–49, 1952–53
  - 3.: 1949–50, 1950–51, 1953–54
- Spanyol kupa
  - győztes: 1949, 1954
  - döntős: 1952
- Eva Duarte-kupa
  - győztes: 1949